# Christian Conrad (Komponist)
Christian Nikolaus Conrad (* 7. August 1971 in Ulm; † 5. März 2019 in Berlin-Buch) war ein deutscher Sounddesigner und Komponist.

## Leben
Als Kind erhielt er Klavier- und später auch Schlagzeugunterricht. Nach dem Abitur 1990 am Theodor-Heuss-Gymnasium Göttingen und Zivildienst studierte er zunächst Musikwissenschaft und Publizistik an der LMU München. Ab 1996 studierte er an der HFF Konrad Wolf in Potsdam im Studiengang Ton. Christian Conrad war seit Mitte der 1990er Jahre Mitglied in verschiedenen Bands, mit der Formation Rechenzentrum veröffentlichte er mehrere Tonträger. Seit 1999 arbeitete er neben regelmäßiger Lehrtätigkeit vorrangig als Sounddesigner und Komponist für Kinofilme.
Christian Conrad starb am 5. März 2019 in einem Hospiz in Berlin-Buch an den Folgen seiner ALS-Erkrankung.

## Filme (Auswahl)
Sounddesign
- Familienkreise (2003)
- Fateless – Roman eines Schicksallosen (2004)
- Last King Of Scotland (2006)
- WΔZ (2007)
- Outlaw (2008)
- Märzmelodie (2008)
- Anonyma (2008)
- Bronson (2008)[5]
- Same Same But Different (2009)
- Jerry Cotton (2010)
- Rubbeldiekatz (2011)
- Das Haus der Krokodile (2012)
- Gold – Du kannst mehr als Du denkst (2013)
- OMAR (2013)
- Bibi und Tina (2013)
- The Voices (2014)
- Monsters: Dark Continent (2014)

Komponist
- Strong Shit (1997)
- Wir (2003)
- Mitfahrer (2004)
- Strasse Nummer Eins (2006)
- Valerie (2006)
- Westwind (2011)
- Tadao Ando – Von der Leere zur Unendlichkeit (2013)
- Urmila – für die Freiheit (2016)

## Nominierungen
- 2006: Nominierung für das Golden Reel der amerikanischen Motion Picture Sound Editors (M.P.S.E.) für 'Last King of Scotland'[6]
- 2009: Nominierung für den Deutschen Filmpreis in der Kategorie Beste Tongestaltung für Anonyma[7]
- 2011: Nominierung für den Deutschen Filmpreis in der Kategorie Beste Tongestaltung für Jerry Cotton[7]